# Longicollia canaanensis
Longicollia canaanensis är en plattmaskart. Longicollia canaanensis ingår i släktet Longicollia och familjen Echinostomatidae. Inga underarter finns listade i Catalogue of Life.